# Брус, Ровена
Ровена (Роуэна) Мэри Брус (англ. Rowena Mary Bruce; 15 мая 1919 — 24 сентября 1999) — английская шахматистка, международный мастер (1951) среди женщин.
В зональном турнире (1951) — 2-е место, в соревновании претенденток (1952) — 12-е место.
В составе сборной Англии участница 2-х Олимпиад (1966—1968).